# سیارک ۱۰۶۳
سیارک ۱۰۶۳ (به انگلیسی: 1063 Aquilegia، نامگذاری:1925XA) هزار و شصت و سومین سیارک کشف شده‌است که در ۶ دسامبر ۱۹۲۵ و در هایدلبرگ کشف شد.
قدر مطلق سیارک برابر ۱۱٫۳۸ است.